# Jean-Claude Trial
Jean-Claude Trial (Avignone, 13 dicembre 1732 – Parigi, 23 giugno 1771) è stato un violinista e compositore francese.

## Biografia
Formatosi musicalmente nella sua città natale, si trasferì a Montpellier, dove compose pezzi mottetti e pezzi per violino. Desideroso di incontrare Rameau, andò a Parigi nel 1740 e fu nominato primo violino nell'orchestra del Théâtre national de l'Opéra-Comique, poi secondo violino di principe di Conti.
Dal 1767 alla sua morte, diresse l'Opéra national de Paris con Pierre Montan Berton. Successivamente si aggiunsero a loro Antoine Dauvergne e Nicolas-René Joliveau. Trial e Montan Berton composero la pastorale eroica Sylvie (1765) e Théonis (1767). La sua ultima composizione per le scene fu La Fête de Flore (1770).
Suo fratello minore Antoine fu un cantante stimato alla Comédie-Italienne.

## Opere
- Le Tonnelier (Nicolas-Médard Audinot, opera comica in un atto (1765, Paris, Comédie-Italienne) (con François-Joseph Gossec, Philidor e Johann Schobert)
- Renaud d'Ast' (Pierre-René Le Monnier), commedia in due atti intervallata da ariette (1765, Fontainebleau) (con Pierre Vachon)
- Sylvie (Pierre Laujon), opera con un prologo e tre atti (1765, Fontainebleau) (con Pierre Montan Berton)
- Esope à Cythère (Louis-Hurtaut Dancourt), commedia in un atto intervallata da ariette (1766, Paris, Comédie-Italienne) (con Pierre Vachon)
- Théonis ou Le Toucher (Antoine-Alexandre-Henri Poinsinet), pastorale eroica in un atto (11 ottobre 1767 Paris, Académie royale de musique) (con Berton e Louis Granier)
- Linus (Charles-Antoine Le Clerc de La Bruère), opera in cinque atti (1769) (con Berton)
- La Fête de Flore (Jean-Paul André de Saint-Marc Razine), pastorale eroica in un atto (1770, Fontainebleau, 1771, Paris, Académie Royale de musique)
- La Chercheuse d'esprit (Favart / Paulmy marquis d'Argenson), commedia in un atto intervallata da ariette (1756)
- Les Femmes et le secret, commedia in un atto intervallata da ariette (1767), Paris, Comédie-Italienne